# 馬口魚
馬口魚（学名：Opsariichthys bidens），又稱馬口鱲，為輻鰭魚綱鯉形目鲴科馬口魚属的其中一種。分布於亞洲中國南部、寮國、越南、韓國、俄羅斯淡水流域，本魚體延長且側扁，口大，下頷前端突出，眼小，位於頭側上方，側線明顯，側線鱗40-44枚，尾鰭叉形，雄魚體側有10條淺藍色垂直條紋，腹部銀白色，背側部淺灰色帶紅色，胸鰭橙黃色，繁殖期時，下頷帶有珠星，臀鰭鰭條延長，喜在缓流浅水区域，雌魚皆無，主要棲息河川在底中層水域，屬肉食性，喜较温水，冬季时在河流较深水域。